# Kriegeriella mediterranea
Kriegeriella mediterranea är en svampart som först beskrevs av E. Müll., och fick sitt nu gällande namn av Arx & E. Müll. 1975. Kriegeriella mediterranea ingår i släktet Kriegeriella och familjen Pleosporaceae.   Inga underarter finns listade i Catalogue of Life.